# Laguna de Cameros
Laguna de Cameros ist ein Ort und eine zur bevölkerungsarmen Serranía Celtibérica gehörende Gemeinde (municipio) mit nur noch 115 Einwohnern (Stand: 2024) in der Autonomen Gemeinschaft La Rioja im Norden Spaniens.

## Lage und Klima
Der Ort Laguna de Cameros liegt am Oberlauf des Río Leza gut 46 km (Fahrtstrecke) südwestlich der Provinzhauptstadt Logroño in einer Höhe von ca. 1050 m. Soria, die Hauptstadt der südlich an die Rioja angrenzenden altkastilischen Provinz, befindet sich ca. 57 km südlich. Das Klima ist gemäßigt bis warm; Regen (ca. 625 mm/Jahr) fällt hauptsächlich im Winterhalbjahr.

## Bevölkerungsentwicklung
| Jahr      | 1857 | 1900 | 1950 | 2000 | 2018 |
| Einwohner | 563  | 563  | 392  | 176  | 116  |

Infolge der Mechanisierung der Landwirtschaft, der Aufgabe bäuerlicher Kleinbetriebe und des daraus resultierenden geringeren Arbeitskräftebedarfs ist die Einwohnerzahl des Bergorts seit Beginn des 20. Jahrhunderts deutlich zurückgegangen (Landflucht).

## Wirtschaft
Die Gemeinde war jahrhundertelang zum Zweck der Selbstversorgung landwirtschaftlich orientiert, wobei die Viehwirtschaft (Milch, Käse, Fleisch) im Vordergrund stand. Heute werden vor allem im Sommerhalbjahr Ferienwohnungen (casas rurales) vermietet.

## Geschichte
Keltiberische, römische, westgotische und selbst islamisch-maurische Siedlungsspuren wurden auf dem Gemeindegebiet nicht entdeckt. Das hochgelegene Gebiet diente jahrhundertelang als Sommerweide für Schafe und Ziegen. Eine militärische Rückeroberung (reconquista) durch die Christen fand wohl nicht statt, doch wurde der Platz im Rahmen der Repoblación allmählich besiedelt. Seit etwa 1040 gehörte die Gegend zur von García Sánchez III. geschaffenen Grundherrschaft (señorio) der Tierra de Cameros. Im Mittelalter war die Region zeitweise zwischen den Königreichen Kastilien und Navarra umstritten. Nach der Abschaffung der Grundherrschaften im Jahr 1811 gehörte sie zur Provinz Soria und kam erst im Jahr 1833 zur neugeschaffenen Provinz Logroño, aus der später die Region La Rioja hervorging.

## Sehenswürdigkeiten

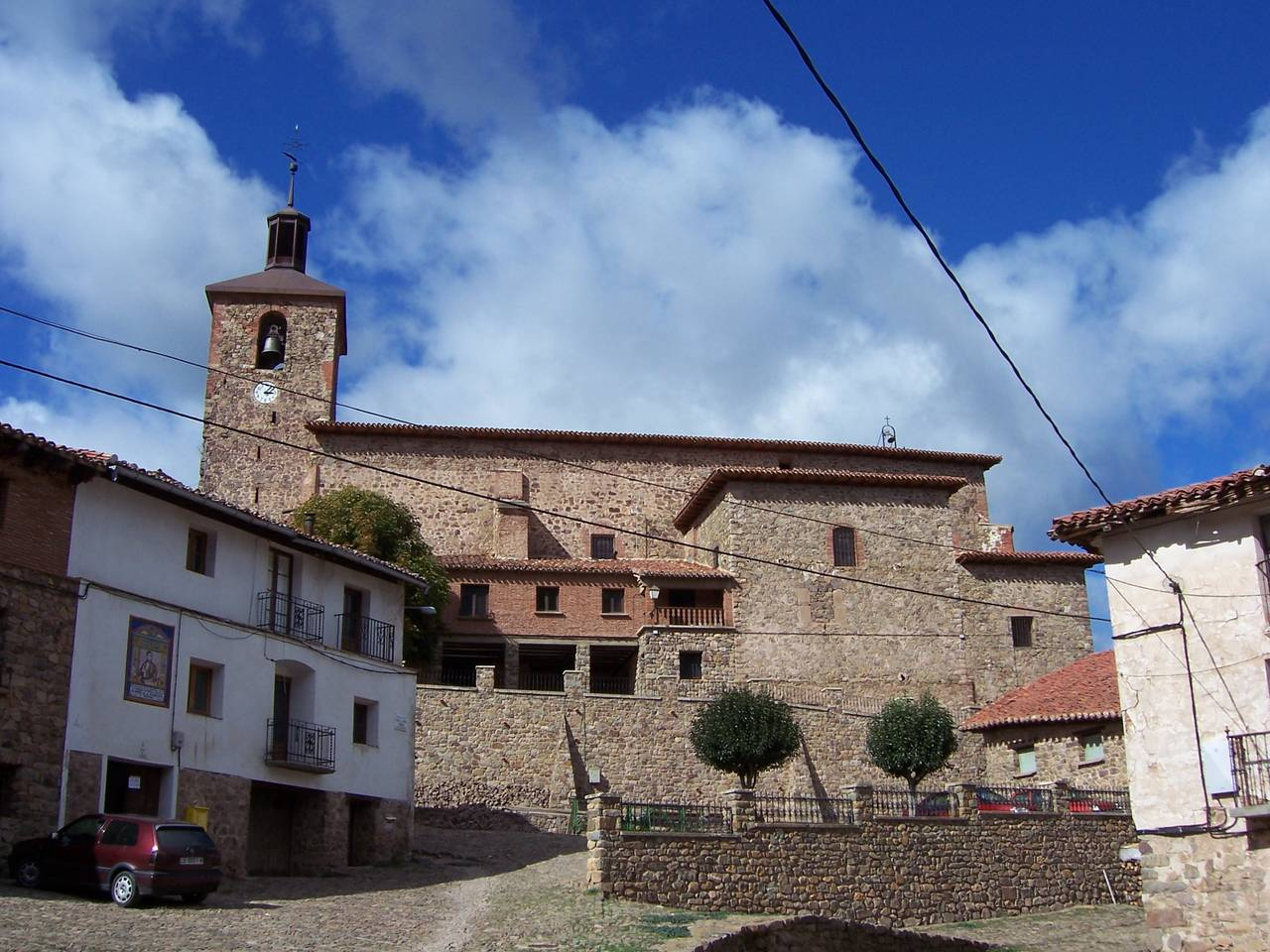
Iglesia de N. S. de la Asunción

- Die im 16. Jahrhundert an der Stelle eines mittelalterlichen Vorgängerbaus aus Hau- und Bruchsteinen (sillería y mampostería) errichtete einschiffige Iglesia de Nuestra Señora de la Asunción ist der Himmelfahrt Mariens geweiht. Sie verfügt über einen Glockenturm (campanario) mit später hinzugefügter Laterne und ein niedrigeres Querhaus. Im sterngewölbten Innern ist vor allem das imposante Altarretabel (retablo) hinter dem Hauptaltar sehenswert; außerdem ist der romanische Taufstein (pila bautismal) des Vorgängerbaus erhalten geblieben.
- Der Hauptplatz beeindruckt durch seine für einen Bergort ungewöhnliche Größe.
- Im Ort selbst und in seiner Umgebung stehen mehrere Kapellen (ermitas).